# Вулиця Василя Верховинця (Київ)
Ву́лиця Василя́ Верхови́нця — вулиця у Святошинському районі міста Києва, селище Перемога. Пролягає від проспекту Леся Курбаса до вулиці Мирослава Ірчана. 
Прилучаються вулиці Сім'ї Стешенків, Геннадія Матуляка, Давида Гурамішвілі, Олеся Бабія, Миколи Терещенка, Василя Єрошенка, Узинська, проїзд без назви на вулицю Героїв Космосу і вулиця Князя Всеволода Ярославича.

## Історія
Вулиця виникла у 60-ті роки XX століття під назвою Нова. Сучасна назва на честь українського композитора Василя Верховинця — з 1968 року.